# Харкин, Екси
Екси Харкин Рамос (исп. Yecsy Jarquín Ramos; род. 21 мая 2000, Санта-Крус, Коста-Рика) — коста-риканский футболист, полузащитник клуба «Эредиано».

## Клубная карьера
Харкин — воспитанник клуба «Мунисипаль Либерия». 30 июля 2017 года в матче против столичной «Лимона» он дебютировал в чемпионате Коста-Рики. 19 ноября в поединке против «Депортиво Саприсса» Екси забил свой первый гол за «Мунисипаль Либерия».

## Международная карьера
В 2017 году Харкин в составе юношеской сборной Коста-Рики принял участие в юношеском чемпионате КОНКАКАФ в Панаме. На турнире он сыграл в матчах против команд Канады, Кубы и Мексики. В поединке против кубинцев Екси забил гол.
В том же году Харкин принял участие в юношеском чемпионате мира в Индии. На турнире он сыграл в матчах против сборных Германии, Гвинеи и Ирана. В поединке против гвинейцев Екси забил гол.